# Jean Bouise
Jean Bouise (Le Havre, 1929.  június 3. – Lyon, 1989. július 6.) César-díjas francia színpadi és filmszínész. Az 1960-as évek elejétől haláláig folyamatosan szerepelt francia és nemzetközi filmekben. Erős szemüvegével és később növesztett hosszú bajuszával, visszafogott színészi játékával jellegzetes karaktert képviselt, melyet mellékszerepek sokaságában jelenített meg. Az „örök másodszereplő” a francia filmgyártás egyik legtöbbet foglalkoztatott színésze volt. Ebben a kategóriában César-díjat is nyert 1980-ban.

## Élete

### Pályakezdése, színpadi munkássága
Vegyészmérnöki oklevelet szerzett a roueni egyetemen. 1950-ben állt először színpadon. Roger Planchon társulatához csatlakozott és közreműködött a lyoni Théâtre de la Comédie megalapításában. Alapító tagja volt a villeurbanne-i Városi Színháznak (Théâtre de la Cité) is, amely 1972-ben Théâtre national populaire (TNP) néven folytatta működését, Planchon igazgatósága alatt, harminc éven át. Bouise kiváló alakításokat nyújtott klasszikus repertoár-szerepekban (Dandin György, Tartuffe, Švejk, egy derék katona, stb.), és kortárs szerzők, rendezők modern produkcióiban is.

### Filmszínészi pályája
Egy 1961-es televíziós filmszerep (Flore et Blancheflore) után első játékfilmes szerepét 1962-ben kapta Armand Gatti rendező El otro Cristóbal francia-kubai filmjében ő játszotta a címszerepet, Cristóbalt. A filmet bemutatták az 1963-as cannes-i fesztiválon, de moziforgalmazásra nem került. Ezután a bohém Haddock kapitányt játszotta a Tintin és a Kék Narancs ifjúsági filmvígjátékban. 
1970-ben szerepelt Claude Sautet Az élet dolgai c. filmjében, Michel Piccoli és Romy Schneider mellett; majd Costa-Gavras Z, avagy egy politikai gyilkosság anatómiája és Vallmoás c. társadalmi filmdrámáiban. 1976-ban megjelent Joseph Losey 1976-os Klein úr c. filmjében, Alain Delon és Jeanne Moreau társaságában, Robert Enrico rendező A bosszú) c. filmjében nyújtott François-alakítása elhozta neki az első César-díjra jelölést.
Nyugodt, tanáros megjelenése, látványos eszközök nélküli, visszafogott színészi játéka, mély hangja, kimért és szabatos beszéde, természetes és nyugodt viselkedésmódja fokozatosan a francia filmgyártás egyik legismertebb mellékszereplő-színészévé tette. Luc Besson rendező egyik kedvence lett, filmjeinek jelképerejű szereplőjévé vált. Az 1983-as Élethalálharc (más címen Az utolsó harc) című disztópiában az utolsó élő nőt megóvni próbáló magányos öregembert alakította. A Christopher Lambert főszereplésével készült Metró című 1985-ös Besson-thrillerben Bouise az állomásfőnök szerepét játszotta. A nagy kékség c. „búváros” filmben a tapasztalt nagybácsit, a Nikita c. akciófilmben a követség ügyvivőjét alakította.
Rövidlátó volt, erős szemüveget viselt nemcsak a való életben, hanem szerepeiben is. Később jellegzetes, tömött bajuszt növesztett, ezek szinte állandó „védjegyévé” váltak pályája során. Kitűnően alakított szigorú tanárt, papot, hivatalnokot, bürokratát. Az általa megformált karakterek legtöbbször száraz és szigorú hivatalos személyek, szabálykövetést sugalló, néha nyugtalanító vonásokkal. Konzervatív eleganciával öltözött urakat alakított, a fennálló társadalmi szabályok elhivatott őreit. Jean-Jacques Annaud 1979-es Csatár a pácban (Coup de tête) filmjében Sivardière urat, egy vidéki labdarúgóklub elnökét formálta meg, alakításáért megkapta a legjobb mellékszereplőnek járó César-díjat. Yves Boisset rendező Fayard bíró, akit seriffnek hívtak című bűnügyi filmjében államügyészt alakított, aki kifogásolja a címszereplő vizsgálóbíró szabálytalan módszereit.
Bouise tüdőrákban halt meg 1989. július 6-án, 60 éves korában, a lyoni Léon Bérard Kórházban. Utolsó filmszerepét Luc Besson Nikita c. filmjében játszotta. A film elkészülését már nem érhette meg, a bemutató előtt elhunyt. „Nagyon hinni akartuk, hogy csak eltűnt, észrevétlenül,” írta búcsúztatójában Luc Besson, aki a Nikita első filmkockáin Jean Bouise-nak ajánlotta filmjét, amelyet a színész már nem láthatott. Bouise-t Isère megyében, Saint-Hilaire-de-Brens község temetőjében helyezték örök nyugalomra.

### Magánélete, halála
Isabelle Sadoyan színésznőt (1928-2017) vette feleségül, akivel Roger Planchon színházrendező-színigazgató villeurbanne-i társulatában ismerkedett meg. Az özvegy 2017-ben hunyt el, férje mellé temették.

## Fontosabb filmszerepei
- 1961: Flore et Blancheflore; tévéfilm; révész
- 1963: El otro Cristóbal; Cristóbal
- 1964: Tintin és a Kék Narancs (Tintin et les oranges bleues); Haddock kapitány[9]
- 1965: A méltatlan öreg hölgy (La vieille dame indigne); Alphonse
- 1965: Übü király (Ubu roi); tévéfilm; Übü atya
- 1966: A háborúnak vége (La guerre est finie); Ramón
- 1966: Mások bőrével (Avec la peau des autres); Margeri
- 1968: A legszebb hónap (Le mois le plus beau); plébános
- 1969: Z, avagy egy politikai gyilkosság anatómiája (Z); Georges Pirou ---- Costa-Gavras
- 1969: L’Américain; Paul
- 1969: Les hors-la-loi; Marc
- 1970: Az élet dolgai (Les choses de la vie); François    - - - picolli
- 1970: Vallomás (L’aveu); gyárigazgató
- 1971: Meghalni a szerelemért (Mourir d’aimer…); bíró
- 1971: Vidocq újabb kalandjai (Les nouvelles aventures de Vidocq), tévésorozat, egy epizódban; Bargeville polgármestere
- 1971: Találkozó Brayban (Rendez-vous à Bray); főszerkesztő
- 1971: Lépj olajra! (La poudre d’escampette); férfi a teraszon
- 1972: Les camisards; postakocsis
- 1972: Les feux de la chandeleur; Yves Bouteiller abbé
- 1972: Merénylők (L’attentat); az ügyet eltussoló rendőr-főtisztviselő
- 1972: Les caïds; Nino Murelli
- 1972: Magas szőke férfi felemás cipőben (Le grand blond avec une chaussure noire); belügyminiszter
- 1973: Égő pajták (Les granges brûlées); újságíró-riporter
- 1974: Madame Bovary; tévéfilm; Charles Bovary
- 1974: A magas szőke férfi visszatér (Le retour du grand blond); belügyminiszter
- 1975: Dráma a tengerparton (Dupont Lajoie); Boulard rendőrfelügyelő
- 1975: La brigade; Charles
- 1975: Az akasztanivaló bolond nő (Folle à tuer); Dr.Rosenfeld
- 1975: A bosszú (Le vieux fusil); François
- 1976: Klein úr (Mr. Klein); eladó
- 1977: Fayard bíró, akit seriffnek hívtak (Le juge Fayard dit Le Shériff); Arnould főállamügyész
- 1977: Egy gazember halála (Mort d’un pourri); Commissaire Pernais
- 1978: Lepke a vállon (Un papillon sur l’épaule); Dr. Bavier
- 1979: Csatár a pácban (Coup de tête); Sivardière elnök
- 1980: A paptanár (Anthracite); a rektor
- 1981: Desszert Constance-nak (Un dessert pour Constance); tévéfilm; Broccart úr
- 1982: Paris Saint-Lazare, tévésorozat; Paul Tasson
- 1983: Élethalálharc (Az utolsó harc / Le dernier combat); a doktor (rend. Jean Reno)
- 1983: Edith és Marcel (Édith et Marcel); Lucien Roupp (rend. Claude Lelouch)
- 1983: Équateur; közvádló (rend. Serge Gainsbourg)
- 1983: Au nom de tous les miens; Dr. Celjmaster (rend. Robert Enrico) (Michael York, Brigitte Fossey, Macha Méril)
- 1984: Le mystérieux docteur Cornélius, tévé-minisorozat; Fritz Kramm
- 1985: Metró (Subway); állomásfőnök (rend. Luc Besson)
- 1985: Elmenni, visszajönni (Partir, revenir); plébános (rend. Claude Lelouch)
- 1985: Au nom de tous les miens; tévé-minisorozat; Dr. Celjmaster (Micheal York, Brigitte Fossey, Macha Méril)
- 1989: A francia forradalom (La Révolution française); Maurice Duplay
- 1989: Viharos nyár (Un été d’orages); Robert
- 1989: Nikita; követségi attasé (rend. Luc Besson)

## Elismerései, díjai
- 1976: jelölték a legjobb mellékszereplő színésznek járó César-díjra A bosszú (Le vieux fusil) c. filmbéli alakításáért.
- 1976: jelölték a legjobb mellékszereplő színésznek járó César-díjra a Fayard bíró, akit seriffnek hívtak (Le juge Fayard dit Le Shériff) c. kalandfilmben nyújtott államügyész-alakításáért
- 1980: elnyerte a legjobb mellékszereplő színésznek járó César-díjat a Csatár a pácban (Coup de tête) című filmben nyújtott klubelnök-alakításáért.

## Emlékezete
- A Lyonnal határos Villeurbanne város színházában (Théâtre national populaire) ahol Bouise pályája kezdetén gyakran dolgozott, egy terem viseli e nevét.